# Haworthia heidelbergensis
Haworthia heidelbergensis és una espècie del gènere Haworthia de la subfamília de les asfodelòidies.

## Descripció
Haworthia heidelbergensis és una petita suculenta majoritàriament prolífera. Té nombroses fulles verticals o doblegades cap enrere que formen una roseta amb un diàmetre de fins a 8 cm. El limbe foliar és ferm, carnós, de color verd fosc i tenyit de color vermellós, fa de 3 a 5 cm de llarg i de 0,5 a 1 cm d'ample. La cara de l'extrem retallada a la meitat és lleugerament translúcida. La punta de la fulla és aplanada i arrodonida. Normalment hi ha petites espines a la vora de la fulla i a la quilla foliar.
La inflorescència pot arribar a fer fins a 20 cm de llargada i consta de 10 a 15 flors blanquinoses amb venes marrons.

## Distribució i hàbitat
Haworthia heidelbergensis és comú a la província sud-africana del Cap Occidental.
En el seu hàbitat, creix generalment als vessants lleugerament meridionals amb molsa i líquens gruixuts.

## Taxonomia
Haworthia heidelbergensis va ser descrita per Gerald Graham Smith i publicada a Journal of South African Botany 14: 42, a l'any 1948.
Etimologia
Haworthia: nom en honor del botànic britànic Adrian Hardy Haworth (1767-1833).
heidelbergensis: epítet geogràfic que fa referència al lloc on es va trobar per primera vegada a Heidelberg.
Varietats acceptades
- Haworthia heidelbergensis var. heidelbergensis (Varietat tipus)
- Haworthia heidelbergensis var. scabra M.B.Bayer
- Haworthia heidelbergensis var. toonensis M.B.Bayer[4]

Sinonímia
- Haworthia retusa var. heidelbergensis (G.G.Sm.) Halda
- Haworthia mirabilis var. heidelbergensis (G.G.Sm.) M.B.Bayer[5]